# Адам Вест
Вільям Вест Андерсон (19 вересня 1928 — 9 червня 2017), професійно відомий як Адам Вест, був американським актором, відомим насамперед у ролі Бетмена в однойменному серіалі ABC 1960-х років. Озвучував героїв фільмів «Досить дивні батьки» (2003—2017), «Сімпсони» (1992, 2002) і «Гріфіни» (2000—2018), граючи вигадані версії себе у всіх трьох.

## Молодість
Адам Вест народився 19 вересня 1928 року в місті Волла-Волла, штат Вашингтон. Його батько Отто Андерсон (1903—1984) був фермером, а його мати Одрі Волен (1906—1969) була оперною співачкою та концертною піаністкою. Наслідуючи приклад матері, яка мріяла стати актрисою, Вест мав намір поїхати до Голлівуду після закінчення школи. Він переїхав до Сіетла зі своєю мамою після розлучення батьків, коли йому було 15.
Вест вчився у середній школі у Воллі-Воллі протягом першого та другого класу, а пізніше вступив до школи Lakeside у Сіетлі.
Після закінчення, він вступив до Університету Пьюджет-Саунда на один семестр 1949 року, та був вільним слухачем у Вітменському коледжі, де вивчав літературу та психологію. Пізніше продовжив навчання у Стенфордському університеті.
Потім його призвали в армію Сполучених Штатів, де він був диктором на телебаченні Американських збройних сил. Після завершення служби він працював дояром, перш ніж переїхати на Гаваї, щоб продовжити кар'єру на телебаченні.

## Кар'єра

### Ранні ролі

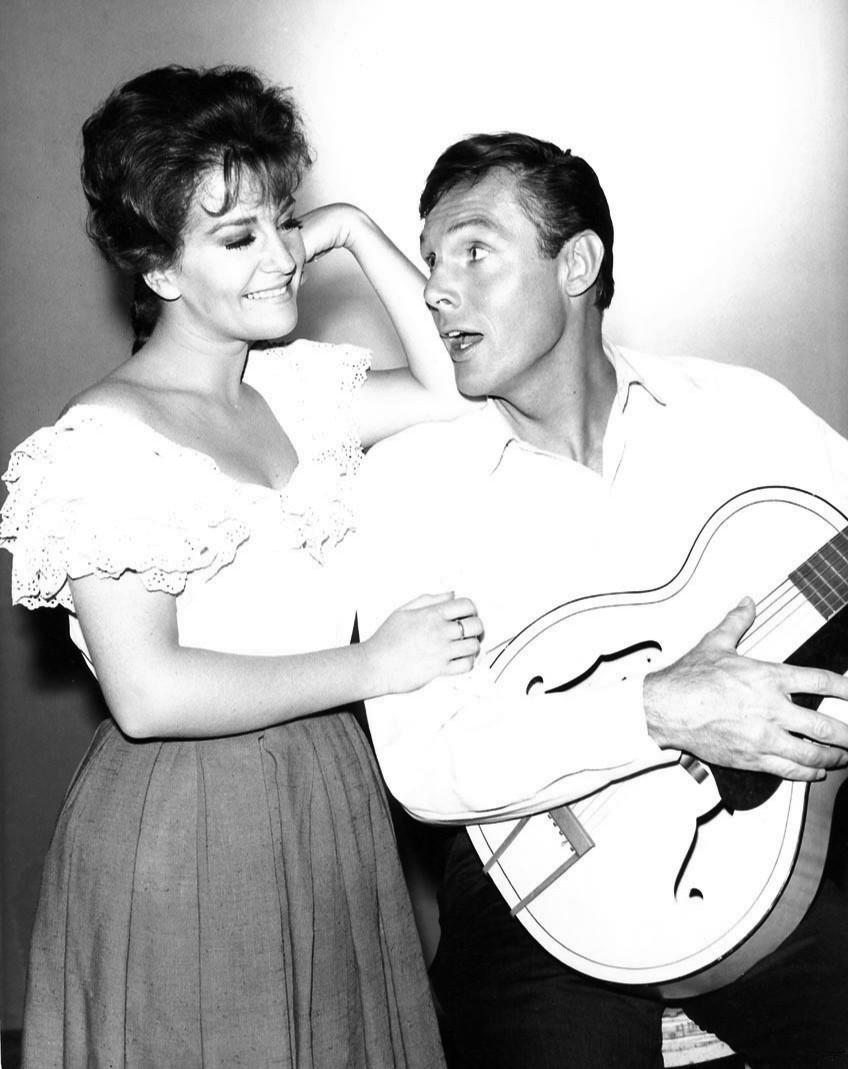
Вест з Анітою Сендс на рекламній фотографії «Детективи» 1961 року

Його перша роль — другорядний персонаж в телевізійній програмі «Шоу Кіні Попо» зйомки якої проходили на Гавайських островах. Пізніше Вест став головним героєм цієї телепередачі.
У 1959 році Вільям, із дружиною та двома дітьми, переїхав до Голлівуду де взяв сценічне ім'я Адам Вест.
Першу серйозну роль актор отримав у фільмі «Молоді філадельфійці», де він грав разом із Полом Ньюманом та Барбарою Раш у головних ролях.
На початку 1960-х Адама Веста почали запрошувати на зіркові ролі в телевізійних вестернах. Так він зіграв Дока Холлідея, прикордонного стоматолога та стрільця, зразу у трьох вестернах ABC. Адам також отримав головні ролі у двох епізодах Маверіка: «Два квитки на десять страйків» та «Брат товариша» в 1958 році. Він грав поруч з Чаком Коннорсом у фільмі «Джеронімо» (1962) та з гуртом «Три мандри» у фільмі «Із закону» (1965). Вільям також з'явився у ролі Крістофера Рольфа в епізоді «Зупинка» у вестерні ABC «Стрілець», який вийшов у ефір 25 квітня 1961 р.
Адам грав у фільмі «Солдат під дощем» 1963 року з Джекі Глісоном і Стівом Макквіном і отримав роль полковника Ден Маккриді, нещасного командира, у фільмі «Робінзон Крузо на Марсі» 1964 р. Того ж року він грав разом із Вільямом Шатнером у проекті «Олександр Великий». Однак серіал не набрав потрібного рейтингу і вийшов у ефір лише в 1968 році, користуючись славою Веста і Шатнера. Адам згодом зазначив, що це був один з найгірших сценаріїв, які він коли-небудь читав, і це була одна з найгірших ролей, які він коли-небудь грав.
Незабаром він підписав контракт зі студією Warner Bros.

### Роль Бетмена
```

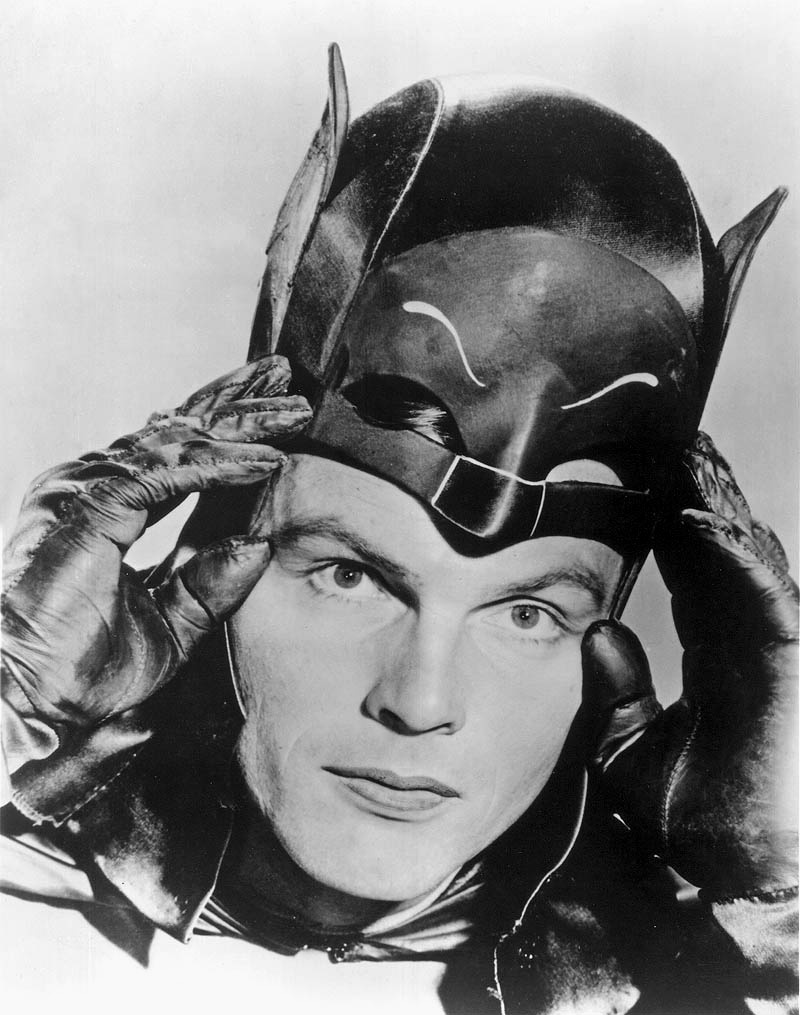
Адам Вест як...

Адам Вест потрапив у серіал 
"Бетмен"
 після того, як продюсер 
Вільям Дозьє
 побачив, як актор грає роль шпигуна 
Джеймса Бонда
, в рекламному ролику 
Nestlé Quik
.
```

Відразу після виходу на екрани в 1966 році, серіал виявився популярним серед дитячої та дорослої аудиторії, став важливою частиною американської поп-культури 1960-х років; навіть голлівудські актори не відмовлялися з'явитися у ньому в епізодичних ролях. Сам Вест швидко піднявся до статусу телезірки. Однак на третьому сезоні, що почався в 1968 році, рейтинги почали стрімко падати, сюжети стали одноманітними, оригінальний стиль Бетмена глядачам приївся. Продюсери спробували внести зміни для виправлення ситуації, зокрема дали Бетмену помічницю в особі Бетдівчини, яка повинна була залучити більше жіночої аудиторії, але серіал це не врятувало.
Також у цій ролі Вест з'явився в державному службовому оголошенні, де він закликав школярів прислухатися до заклику тодішнього президента Ліндона Б. Джонсона купувати американські ощадні марки, дитячу версію американських ощадних облігацій, для підтримки війни у В'єтнамі.

### Кар'єра після Бетмена
Після своєї гучної ролі, Весту, разом із іншими акторами серіалу, Бертом Уордом та Івонн Крейг, було важко знайти інші ролі. Він грав у непопулярних серіалах, другорядних фільмах, проте не міг досягти потрібного успіху, адже на думку продюсерів, надто асоціювався у глядачів із образом Бетмена.
Згодом Вест знявся у театральних фільмах «Одруження молодого біржового маклера» (1971), «Прокляття Місячної дитини» (1972), «Спеціаліст (1975)», «Щасливий Хукер їде в Голлівуд» (1980), "Одна темна ніч "(1983), «Юна Леді Чаттерлі II» (1985), «Очі Чарльза Сенда» (1972), «Бідний диявол» (1973).

### Повернення до Бетмена
Вест часто повторював свою роль Бетмена; спочатку в мультсеріалі «Нові пригоди Бетмена», а також в інших шоу, таких як «Час пригод Бетмена / Тарзана», «Команда супердержав»: Галактичні Стражі, «Легенди супергероїв» . У 1985 році DC Comics згадали Веста у публікації «П'ятдесятка, яка зробила DC прекрасною» за свою роботу над серіалом "Бетмен ".
В кінці 1970-х, на початку 1980-х Вест багато працював над озвучуванням мультфільмів. Так він з'явився в епізоді «Стережись сірого привида» у серіалі "Бетмен: анімаційний серіал" в ролі Саймона Трента у 1992 році. Також він озвучував мера Ґотема в анімованих серіях «Бетмен» 2004—2008р, Томаса Уейна в епізоді «Холод ночі!», мультсеріалу «Бетмен: Хоробрий і сміливий».

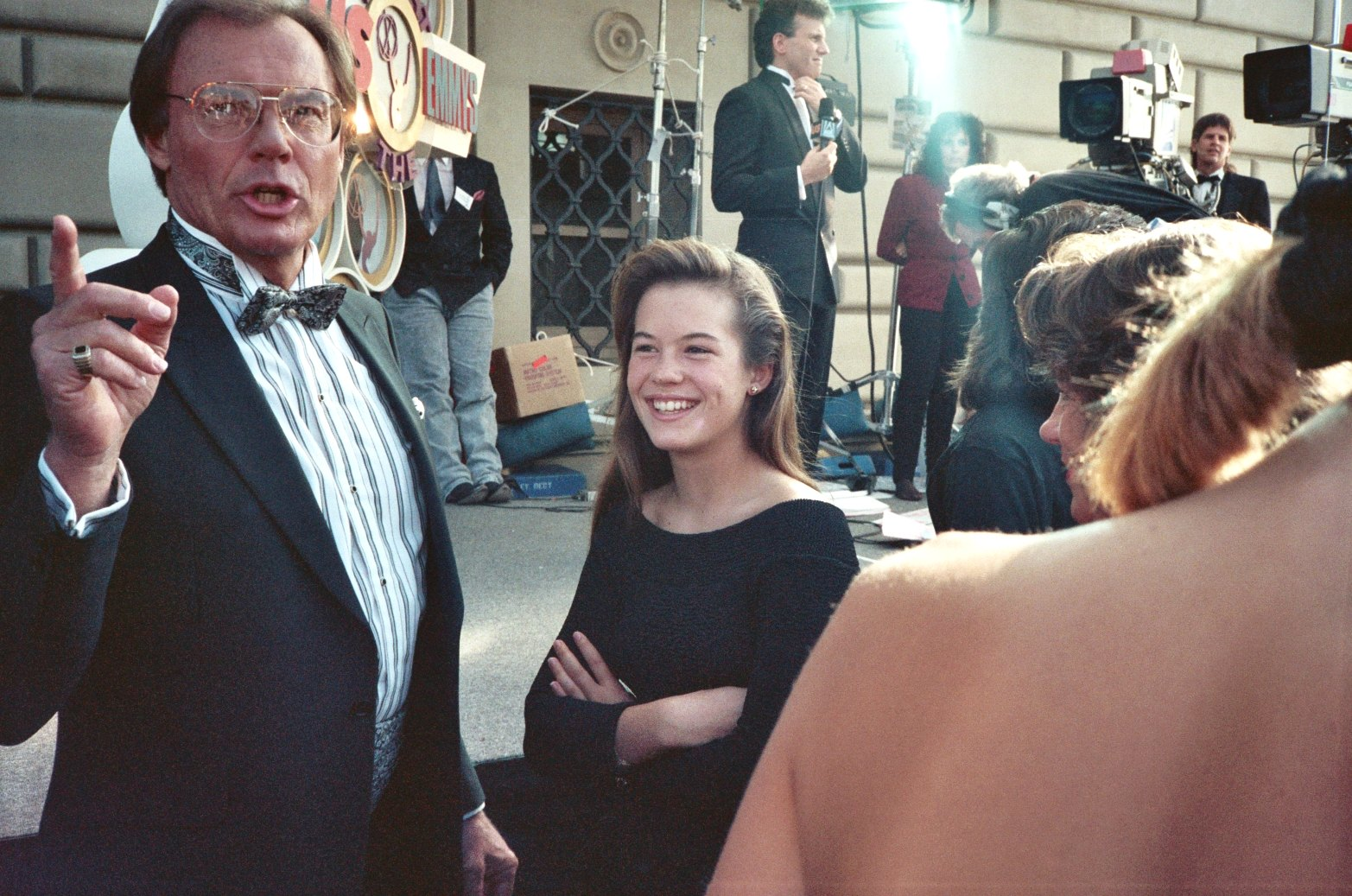
Вест у 1989

## 1990–2000-ті
У 1994 році Вест разом з Джеффом Ровіном написав автобіографію «Назад до Баткева». У 1997 році Virgin Interactive випустила азартну імітаційну гру «Золотий самородок», для якої Вест знімався у відеосюжетах. У 2001 році він зіграв супер-негідника у короткочасному телесеріалі «Чорний Скорпіон». У 2003 році Вест і Берт Уорд знялися у телевізійному фільмі «Повернення в Баткейв: Нещастя Адама і Берта», разом з Френком Горшином, Джулі Ньюмар та Лі Меріветер. У 2005 році Вест виступив у шоу CBS «The King of Queens». Він знявся у відеокліпі на пісню «Челсі» каліфорнійської групи STEFY в ролі «Суддя Адам Вест», головуючи на судовому засіданні.

## 2010-ті
У 2010 році йому була присвячена Золота Пальмова зірка на Алеї зірок Палм-Спрінгз . Вест отримав 2468-ту зірку на Голлівудській алеї слави 5 квітня 2012 р. Його зірка розташована на Голлівудському бульварі 6764, перед музеєм Гіннеса в Голлівуді, штат Каліфорнія.
Вест з'явився в ряді відеороликів для Funnyordie.com. Також у 2013 році він став темою документального фільму «Адам Вест».
У лютому 2016 року Вест зіграв свою роль у 200-му епізоді «Теорії великого вибуху».
Волла Волла (штат Вашингтон), рідне місто Адама Веста, офіційно святкує свій щорічний «День Адама Веста» 19 вересня, перший раз — у 2017 році.
Останні публічні виступи Веста були з березня по квітень 2017 року на феєрії SouthCoast Comic Con & Collectibles Extravaganza у Ганновері, штат Массачусетс, де він був почесним гостем.

## Особисте життя
Вест був одружений тричі. Перший шлюб — з подругою коледжу Біллі Лу Йегер у 1950 році. Пара розлучилася через шість років.
У 1957 році він одружився з танцівницею острова Кука, Нгатокоруа Фрісбі Доусон. Вони мали двох дітей, проте розлучилися у 1962 році.
У листопаді 1970 року Вест одружився з Марсель Таганд Лір. У них народилося двоє дітей і вони пробули разом більше 46 років, аж до смерті Веста. В Адама також було двоє пасинків.

## Смерть
Вільям Вест Андерсон помер від лейкемії в Лос-Анджелесі, штат Каліфорнія, 9 червня 2017 р.
Після його смерті, Берт Уорд, випустив заяву: «Це страшенно несподівана втрата мого друга на все життя; я завжди буду за ним сумувати. Є кілька хороших акторів, які зобразили Бетмена у фільмах, проте, як на мене, єдиним справжнім Бетменом був, є і завжди буде Адам Вест.» Актор Кевін Конрой (який виступав разом із Вестом в епізоді «Остерігайся сірого привида») сказав: «Адам Вест був неймовірно хорошим, щедрим актором. Любив працювати з ним як Сірий Привид. Справжній джентльмен».
15 червня 2017 року Лос-Анджелес спроектував бет-сигнал «Кажан» на мерію, а в його рідному місті Волла-Волла «Сигнал кажана» був зображений на визначній для міста вежі Вітмена.

## Фільмографія
| Рік  | Назва фільму                                     | Роль                           |
| ---- | ------------------------------------------------ | ------------------------------ |
| 1957 | Острів Вуду                                      | Радіооператор                  |
| 1958 | Привид Китайського моря                          |                                |
| 1959 | Молоді філадельфійці                             | Вільям Лоуренс III             |
| 1959 | Історія агента ФБР                               | Людина на двосторонньому радіо |
| 1962 | Джеронімо                                        | Підполковник Джон Делахей      |
| 1963 | Солдат під дощем                                 | Оглядаючий капітан             |
| 1963 | Теммі та лікар                                   | Доктор Ерік Хасслер            |
| 1964 | Робінзон Крузо на Марсі                          | Полковник Ден МакРіді          |
| 1965 | Невгамовна четвірка                              | Рейнджер Сем Гаррет            |
| 1965 | Злочинці наступають                              | Кеннет Кабот                   |
| 1965 | Мара з пустелі                                   | Кен Вільямс                    |
| 1966 | Бетмен                                           | Брюс Уейн / Бетмен             |
| 1968 | Велика долина                                    | майор Джонатан Еліот           |
| 1969 | Дівчина, яка знала занадто багато                | Джонні Кейн                    |
| 1975 | Спеціаліст                                       | Джеррі Баундс                  |
| 1978 | Хупер                                            |                                |
| 1980 | Швидкість деформації                             | Капітан човника                |
| 1980 | Щасливий Хукер їде в Голлівуд                    | Лайонел Ламелі                 |
| 1982 | Одна темна ніч                                   | Аллан Маккенна                 |
| 1985 | Молода леді Чаттерлі II                          | Професор Артур Бохарт-молодший |
| 1985 | Жовті сторінки                                   | Батько Генріха                 |
| 1986 | Кошмар для зомбі                                 | Капітан Том Черчман            |
| 1988 | Зворотний вогонь                                 | Каррутер                       |
| 1988 | Шаленію від тебе                                 | Едвард Гарріс                  |
| 1994 | Новий час                                        | Джефф Вітнер                   |
| 1994 | Найкращий фільм, який коли-небудь був створений  |                                |
| 1994 | Не ця частина світу                              |                                |
| 1995 | Біжи за прикриттям                               | Сенатор Прескотт               |
| 1996 | Розмір кавунів                                   |                                |
| 1997 | Американський вампір                             | Велика Кахуна                  |
| 1997 | Угон по-американськи                             | Гарольд                        |
| 2001 | Сеанс                                            | Бездомний / Ангел              |
| 2002 | З раю в пекло                                    |                                |
| 2003 | Повернення в Баттчев: Нещастя Адама і Берта      |                                |
| 2004 | Казки з-за меж                                   | Джей                           |
| 2005 | Стю Гріффін: Невимовна історія                   | Мер Адам Вест                  |
| 2005 | Алоха, Скубі-Ду!                                 | Джаред Мун                     |
| 2005 | Ангели з Ангелами                                | Альфред Батлер                 |
| 2005 | Маленьке курча                                   | Туз                            |
| 2007 | Зустрічайте Робінзонів                           | Дядько Арт                     |
| 2009 | Супер Каперси: Походження Еда та зниклого злитка | Манбат / водій кабіни          |
| 2009 | Ратко: Син диктатора                             | Костка Вольвіч                 |
| 2011 | Людина-піца                                      |                                |
| 2015 | Скубі Ду! та Біч Бісті                           | Сенді Блейк                    |
| 2016 | Бетмен: Повернення хрестоносців                  | Брюс Уейн / Бетмен             |
| 2017 | Бетмен проти Дволикого                           | Брюс Уейн / Бетмен             |